# 스미스 던
스미스 던(버마어: စမစ်ဒွန်း, 1906년 11월 11일 ~ 1979년 1월 30일)은 1948년 1월 4일부터 1949년 2월 1일까지 버마 군대의 총사령관이었다.

## 경력
던은 1924년 11월 8일 인도 육군에 입대하여, 처음에는 제10대대대 20 버마 소총에 근무했고, 훈련 후에는 제2대대 20 버마 소총에서 복무했으며, 1930년~32년의 반란 기간 동안 버마에서 복무했다.
그는 1931년 1월 10일에 부사관으로 임관되었다. 그는 키치너 대학, 나온가온에 다녔고 나중에 인도 육군사관학교에 다니도록 선택되었고 각 학급의 최고 생도에게 수여되는 첫 번째 명예 검을 받았다. 그는 1935년 2월 1일에 임관되었고, 이후 1934년 2월 4일로 연장되었다. 임관 후 1년 동안 그는 아그라에 있는 킹스 오운 요크셔 경보병에 소속되어 있었다. 1936년 2월 24일 그는 인도 육군에 입대했고 1936년 3월 9일 제2대대에 펀자브 1연대로 발령났다. 그는 1936년 5월 4일에 중위로 진급했다. 그의 대대는 1936년에서 37년까지 북서부 국경에서 전투에 참가했다.
인도 사관학교 재학 중 던은 1기 생도 중 한 명으로 선발되었다. "개척자"라고 불리는 그의 학급은 인도와 파키스탄의 미래 총사령관인 샘 마넥쇼와 무함마드 무사 칸도 배출했다.
그는 인도 육군에서 실전 중령으로, 1945년 11월 15일에 대령 대위로, 그리고 1946년 5월 5일에 임시 대령으로 진급했다. 그는 1949년 1월 3일 명예 준장으로서 인도 육군에서 퇴역했다.
모든 민족 집단을 포함하는 버마 연합에 대한 신뢰를 쌓기 위한 조치로, 제2차 세계 대전 이후 버마가 영국으로부터 독립했을 때 카렌족인 던은 버마 군과 경찰군의 총사령관으로 임명되었다. 하지만 1949년 카렌족이 버마로부터 독립을 위한 전쟁을 시작했을 때 던은 자리에서 물러났다. 던은 카렌 민족에 대한 강한 인식을 유지하면서 버마 군대의 충실한 지도자였다. 키가 작아서 "4피트 대령"으로 알려진 그는 해고 후에도 그의 민족적 뿌리에 대한 의심이 사라지지 않았지만 카렌 병사들을 훈련시켰다.

## 사망
1979년, 던은 미얀마 샨주 칼로에서 사망했다.

## 같이 보기
- 인도 육군